# Probsteierhagen
Probsteierhagen ist eine Gemeinde im Kreis Plön in Schleswig-Holstein.

## Geographie

### Lage
Probsteierhagen liegt inmitten der Probstei, einer Landschaft im norddeutschen Tiefland, etwa zehn Kilometer nordöstlich von Kiel nahe der Ostsee.

### Ortsteile
Siedlungsgeographisch werden in der Gemeinde Probsteierhagen mehrere Wohnplätze unterschieden. Neben dem namengebenden Kirchdorf befinden sich ebenfalls die weiteren Dörfer Muxall, Röbsdorf und Wulfsdorf, die Häusergruppen Bokholt, Moor, Petersberg, Schrevendorf sowie Trensahl, die Siedlung Freienfelde und die Hofsiedlungen Christinental, Hagener Ziegelei, Kasseteich und Kunstbrook im Gemeindegebiet.

### Klima
Probsteierhagen liegt in der gemäßigten Klimazone. Die Sommer sind eher mild bis warm bei einem Durchschnittswert von ca. 20 °C und die Winter sind relativ kühl, durchschnittlich um die −1 °C.

## Geschichte

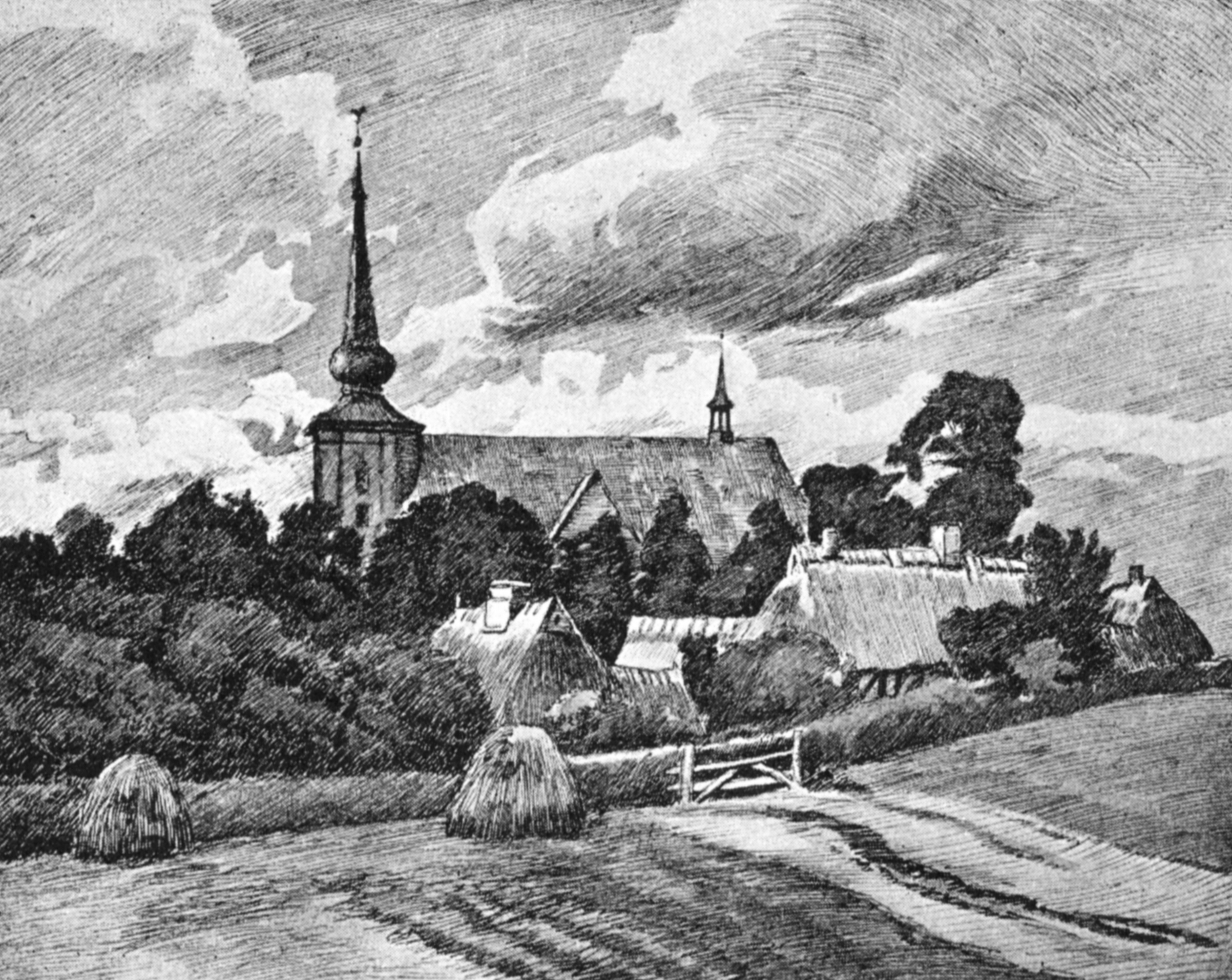
Probsteierhagen um 1895

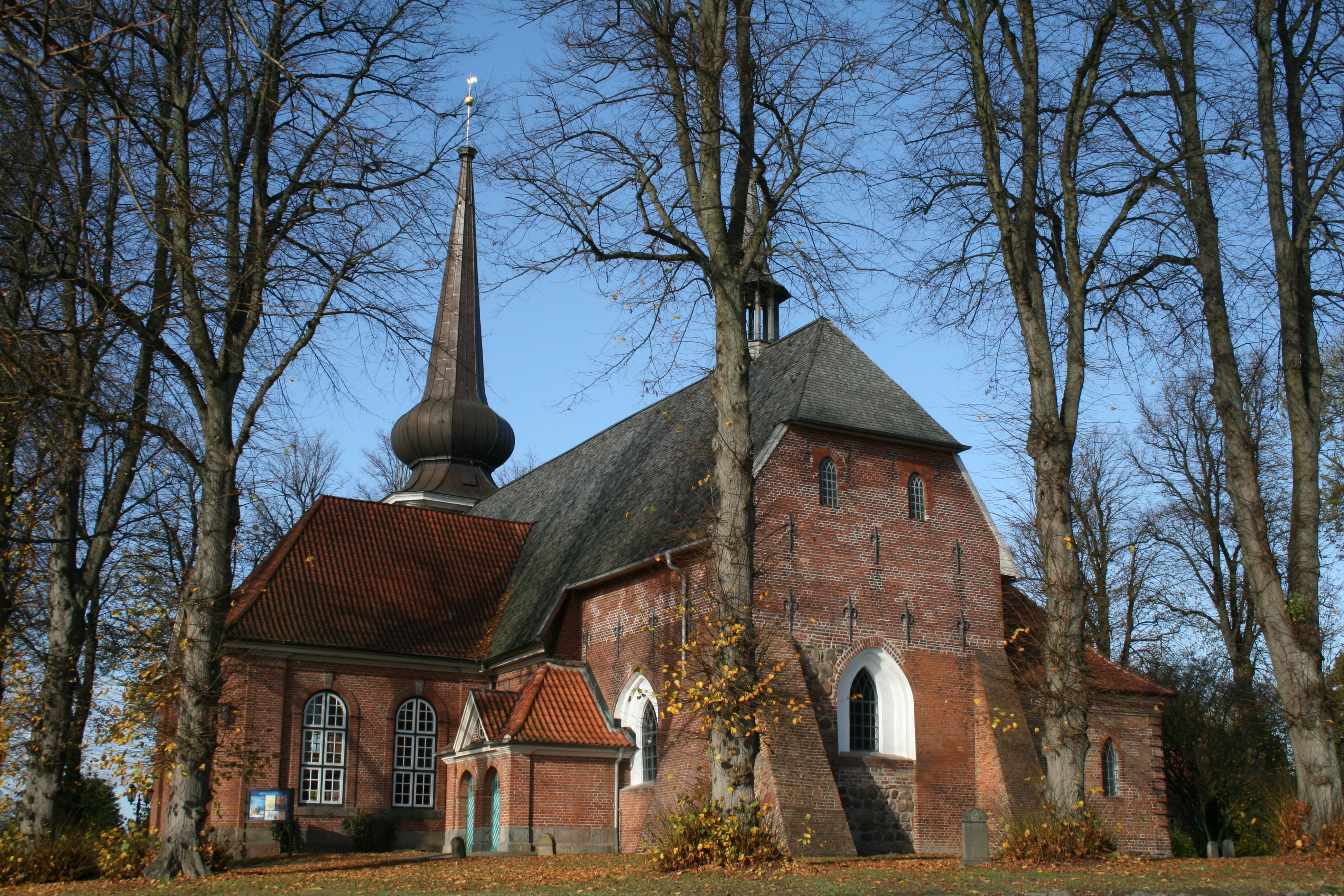
St.-Katharinen-Kirche

### Ortsgeschichte
Da es keine Gründungsurkunde des Dorfes Probsteierhagen gibt, wird die Geschichte der Gemeinde im Folgenden an schriftlichen Erwähnungen in Urkunden und Schriften nachgezeichnet.
Die deutsch christliche Besiedelung Ostholsteins begann in der Zeit um 1138/1139 unter den Schauenburger Grafen. Neben dem Adel übernahm die Geistlichkeit die Rolle als Siedlungsträger. Daher finden sich die ersten schriftlichen Überlieferungen zur heutigen Gemeinde Probsteierhagen in den Stiftungsurkunden und Kirchenverzeichnissen des Bistums Lübeck und des Klosters Preetz.
1216 wurde in der Urkunde Nr. I des Jahres im Kloster Preetz zum ersten Mal die Hagener Au unter ihrem slawischen Namen Carzniz (1226 Karznese, 1240/41 Karzeniz) schriftlich erwähnt.
1240/41 erlaubte Bischof Johann I. von Lübeck mit der Urkunde Nr. XVI. die Verlegung des Klosters von Erpesfelde – welches sich zuvor in Preetz befand – nach Lutterbek an die Hagener Au (Karzeniz).
1259 wurde die Kirche in Probsteierhagen erstmals schriftlich erwähnt und zwar im handschriftlichen Verzeichnis der Kirchen und Klöster des Bistums Lübeck. Im Registrum Capitula I. Fol. 4 wird die Kirche und das Kirchdorf Indago (1276 Kersenhagen, später Probsteierhagen) aufgeführt. Als um 1250 das Kloster von Lutterbek zurück nach Preetz verlegt wurde, errichtete man eine Parochialkirche in dem Dorf Indago. Somit muss die Gründung des Dorfes zusammen mit der Errichtung der Kirche in die Zeit der Rückverlegung des Klosters nach Preetz fallen.
Weitere Schreibweisen des Kirchdorfes Probsteierhagen finden sich in den Urkunden des Klosters Preetz:
1286 Kercenhagen (Erdbuch des Bocholtschen Registers im Kloster Preetz)
1320 Kerzenhaghen (Urkunde Nr. XLIII)
1463 Carstenshagen (Urkunde Nr. CXXX)
1506 Kerstenshagen (Urkunde Nr. CLXIII)
1513 Karstenshagen (Urkunde Nr. CXLVIII)
1524 Carstenhagen (Urkunde Nr. CLVI)
1618 Habener Carspel sowie Hagenn (Abgabenregister Kloster Preetz)
1789 Probsteyer Hagen (in der Militärkarte des Major Gustav Adolf von Warendorf)
Die Gemeinde gehörte dem Amt Probstei-West an, das seinen Sitz in Probsteierhagen hatte. Seit der Auflösung des Amts zum 1. Juni 1970 ist sie Teil des Amts Probstei.

### Die Kirchengemeinde Probsteierhagen
Die erste Kirche in der Probstei wurde um 1216 in der Nähe von Fernwisch erbaut. Im Jahre 1259 bestand diese wohl jedoch schon nicht mehr, da in dem Verzeichnis der Kirchen und Kloster der Diözese Lübeck lediglich auf Schönberg und Probsteierhagen eingegangen wird. Seinen Ursprung hat das Kirchspiel Probsteierhagen in Lutterbek, wo sich seit 1240 auch das Kloster Preetz angesiedelt hatte. In welchem Jahr die Probsteierhagener Kirche erbaut wurde, ist nicht belegt, jedoch ist davon auszugehen, dass sie zwischen 1250 und 1259 errichtet wurde, da die Kirche 1259 als Gemeindekirche verzeichnet ist. Zu dieser Zeit war Probsteierhagen noch kein Dorf, sondern nur ein Kirchort. 1286 bestand dieser aus nur einer Bauernstelle und sieben Katen. Der größte Bauer am Platz war der Pastor. Kirche und Landwirtschaft waren damals also in enger Verbindung. Aus der frühen katholischen ebenso wie aus den Anfängen der evangelischen Zeit ist wenig bekannt. Eine geschlossene Aufführung der Probsteierhagener Pastoren beginnt erst mit dem Tod von Matthias Döge 1630.
Die 1259 erstmals erwähnte Kirche ist der heiligen Katharina von Alexandria geweiht. Ursprünglich eine einfache Feldsteinkirche, wurde die Kirche in den Jahren 1785–1788 umgebaut und durch Seitenschiff und Turm erweitert. Als Inventar beherbergt sie eine Bronzetaufe von 1454 und einen Akanthusbarockaltar von Theodor Allers von 1695. Der Chorraum wurde um 1710 von einem italienischen Stuckateur ausgestaltet. Bereits 1623 besaß die Kirche eine Orgel, die 1670 durch die noch heute erhaltene Barockorgel ersetzt wurde.

### Gut Hagen

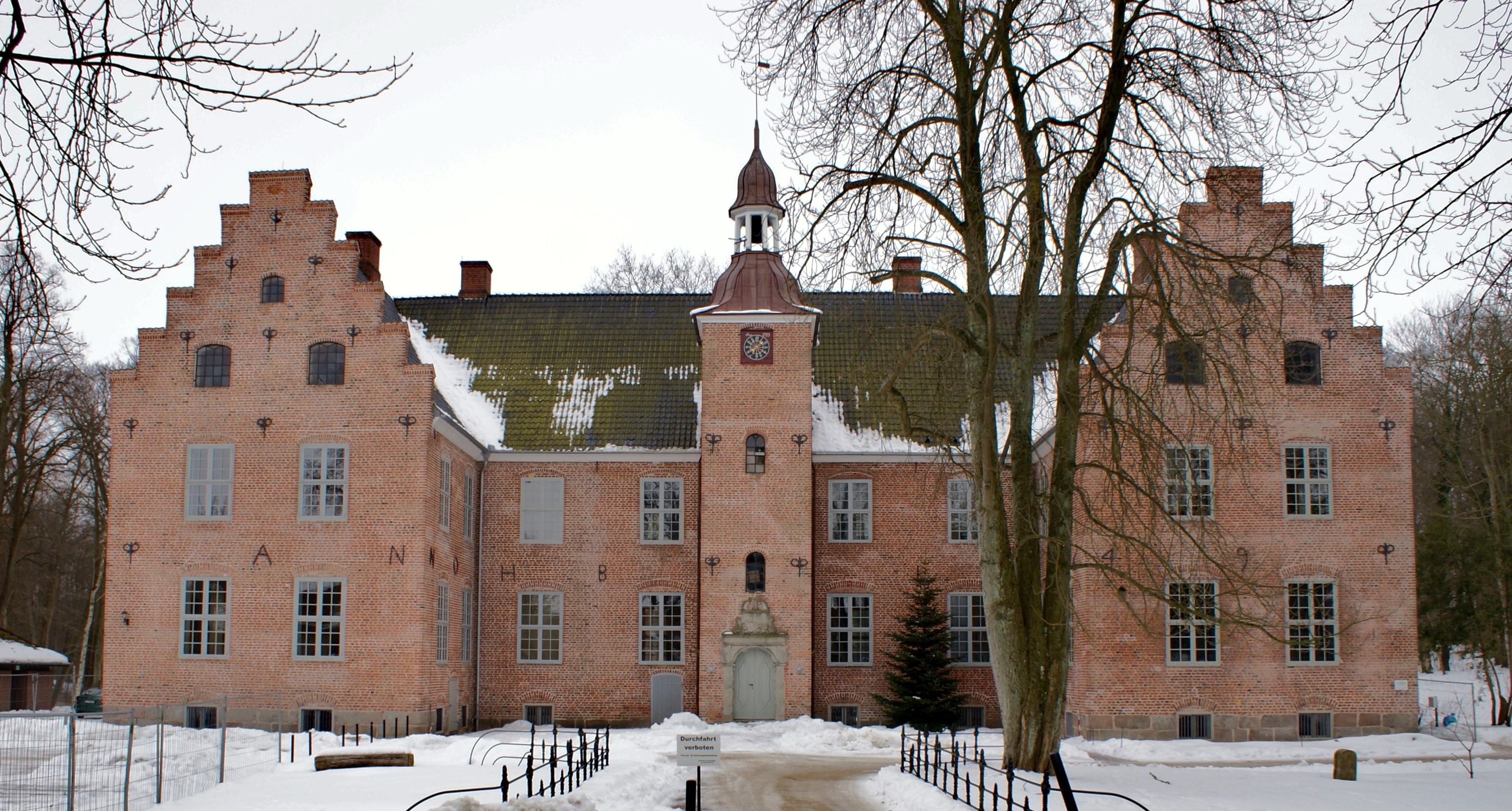
Gut Hagen

Über die Entstehungsgeschichte des Gut Hagen ist wenig bekannt. In den Quellen wird das Gut erstmals 1543 genannt, als es im Besitz von Christoph Pogwisch war. Nachdem im Jahr 1646 der Ritter Hinrich Blome die reiche Erbtochter Lucia Pogwisch, der nach einer Erbteilung im Jahr 1642 das Gut Hagen zufiel, geheiratet hatte, ging das Gut in seinen Besitz über. Als Christoph Blome 1676 im Alter von 60 Jahren verstarb, übernahm zunächst seine Witwe die Verwaltung des Gutes, übertrug diese Aufgabe jedoch 1684 an ihren Sohn Wulf Blome. Nach dem Tod der Mutter fand erneut eine Erbteilung der Besitzungen zwischen den Brüdern Wulf, Christoph und Hinrich Blome statt. Wulf erhielt nun Gut Hagen und Gut Dobersdorf. Wulf Blome war nicht nur königlich dänischer Geheimrat im Conseil und wie sein Vater Ritter, sondern wurde zudem 1701 zum Probst des Klosters Preetz gewählt. Sein Sohn, Wulf Blome der Jüngere, erbte die Güter Hagen und Dobersdorf nach dem Tod des Vaters. In seinem Testament belegte Wulf Blome der Jüngere die Güter Hagen und Dobersdorf mit einem Fideikommiss, wodurch beide zu einem unveräußerlichen Familienstammgut wurden. Als Wulf 1761 verstarb, erbte sein Sohn Christoph Blome die Güter Hagen und Dobersdorf. Dieser erlebte 1805 die Abschaffung der Leibeigenschaft mit und war zudem der Gründer der ersten Sparkasse in Schleswig-Holstein, welche er 1795 speziell für die Untertanen seiner beiden Güter eröffnete.
Mit Christoph Blome endet die Hagener Erblinie der Familie Blome, denn sein einziger Sohn Wulf starb 1803 an der Schwindsucht. Nach dem Tod Christoph Blomes 1814 wurden die Blome'schen Güter und auch das Gut Hagen als Familienstiftung von den Administratoren Carl Emil Graf zu Ranzau, Graf Brockdorff und Graf Ahlefeld verwaltet. 1930 schließlich wurde das Fideikommiss von der Landgesellschaft aufgekauft.
Das Herrenhaus erwarb die Gemeinde Probsteierhagen. Auf dem Haupthof vollzogen sich zu dieser Zeit große Veränderungen; während die Trakte des Torhauses, das Pächterhaus und zahlreiche kleinere Gebäude in neue Bauernstellen umgewandelt wurden, riss man die große Fachwerkscheune von 1626 und das große Kuhhaus aus dem frühen 18. Jahrhundert mangels Verwendungszweck ab.
Das Herrenhaus Hagen ist bis heute ein wichtiger Bestandteil des kulturellen und historischen Erbes der Gemeinde Probsteierhagen. Der Bau des Herrenhauses begann nach der Heirat von Lucia Pogwisch und Hinrich Blome 1647. 1649 waren die Baumaßnahmen abgeschlossen, wie die großen, als Maueranker dienenden Buchstaben beweisen (H.B. für Hinrich Blome, L.B. für Lucia Blome 1649).
Zu der Anlage gehörten eine Scheune sowie ein Kuhhaus. Diese beiden Gebäude waren rechts und links der Zufahrtsstraße zu dem Herrenhaus angeordnet. Davor befand sich das Torhaus mit turmgekrönter Durchfahrt, welche den Blick auf das Hauptportal des Herrenhauses freigab. Wie alle traditionelle Herrenhäuser war auch die Gutsanlage Hagen damals noch mit einem Wassergraben umgeben.
Heute sind vom Torhaus lediglich die beiden Flügelbauten in veränderter Form erhalten geblieben. Durchfahrt und Mittelturm brannten 1921 nach einem Blitzeinschlag ab.
Seit 1969 wird das Herrenhaus Hagen als Kulturzentrum der Gemeinde Probsteierhagen genutzt. Nachdem im Jahr 2000 bereits anhand Leckstellen an den Fenstern einige bausubstanzliche Mängel am Herrenhaus festgestellt wurden, zeigte eine Begehung 2003 derartige Schäden, dass eine Sanierung nötig wurde. 2002 war bereits der Förderverein Schloss Hagen e. V. gegründet worden, dessen Arbeit zu der Finanzierung der Sanierung beitragen sollte. Im Juli 2003 wurde mit der Sanierung des Schlossvorplatzes mit historischer Pflasterung begonnen. Im November 2006 begann die Mauerwerksanierung, es folgte die Sanierung im ganzen Gebäude. Anfang 2011 wurden die Sanierungsarbeiten am Herrenhaus abgeschlossen.

## Siedlungsform
Für die Entstehung der heutigen Siedlungsgestalt sind in erster Linie die beiden mittelalterlichen Dorfkerne verantwortlich: die Kirche und das damals adelige Gut Hagen. Durch die Kirche entwickelte sich Probsteierhagen zu einer ländlichen Dienstleistungsgemeinde. Als 1928 die Aufsiedlung Gut Hagens erfolge, erhielt Probsteierhagen zusätzlich den Charakter einer Agrargemeinde. Beide Entwicklungslinien sind miteinander verflochten und prägen bis heute Gestalt und Funktion der Probsteier Gemeinde. Des Weiteren spielte auch die Aufnahme von Flüchtlingen im Jahr 1945 eine große Rolle für die Entwicklung Probsteierhagens: Die Bevölkerungszahlen stiegen, ebenso wie nach der Aufsiedlung Gut Hagens, sprunghaft an und machten weitere Siedlungsmaßnahmen erforderlich.

## Politik

### Gemeindevertretung
Bei der Kommunalwahl am 14. Mai 2023 wurden insgesamt 13 Sitze vergeben. Von diesen erhielt die Wählergemeinschaft Pogeez neun Sitze und die CDU vier Sitze.

### Wappen
Das Wappen und die Flagge wurden am 8. Oktober 1959 genehmigt.
Blasonierung: „Durch einen silbernen Wellenbalken schräglinks geteilt. Oben in Grün ein hervorbrechender, rotbewehrter, goldener Wolf mit einem silbernen Eichenzweig in der linken Tatze, unten neunmal von Grün und Gold geteilt, überdeckt mit zwei silbernen Pflugeisen schräg untereinander.“
Das Gemeindegebiet von Probsteierhagen wird durch die Hagener Au geteilt. Bis zur Auflösung der Gutsbezirke im Jahre 1928 unterstanden die beiden Uferseiten der Gemeinde verschiedenen Herrschaften. Die Dorfflur östlich der Au gehörte dem Kloster Preetz. Hier begann die Probstei. Der Ortsname lässt sich als „Rodungssiedlung des Propsten“ übersetzen. Die Teilung in abwechselnd goldene und grüne Felder zeigt die Hufeneinteilung und den Wechsel von Weide- und Ackerwirtschaft. Die Bedeutung der bäuerlichen Arbeit wird durch die Pflugeisen betont. Die Dorfflur westlich der Au mit dem ehemaligen Gutshof Hagen gehörte zu den Gütern Hagen und Dobersdorf. Seit 1475 war das Gut Dobersdorf und seit 1543 auch das Gut Hagen im Besitz der Familie Pogwisch. Deren Familienwappen ist die Figur des Wolfes entnommen. Zusätzlich bezieht sich der Wolf „redend“ auf den Ortsteil Wulfsdorf und ebenso auf das frühere Vorkommen dieser Tiere in den ehemals ausgedehnten Eichenwäldern. Auf diese, in denen durch Rodung Dörfer entstanden, deutet der Eichenzweig.
Das Wappen wurde von dem Brunsbütteler Heraldiker Willy „Horsa“ Lippert gestaltet.

### Flagge
Die Flagge zeigt im hochrechteckigen Liek das Gemeindewappen ohne Schild, im fliegenden Teil in Grün fünf gelbe Balken.

### Partnergemeinde
Mit der Gemeinde Dabel in Mecklenburg-Vorpommern besteht seit 1991 eine Partnerschaft.

## Kultur und Sehenswürdigkeiten

### Bauwerke
- Die St.-Katharinen-Kirche wurde 1295 erstmals erwähnt und im 18. Jahrhundert erweitert.
- Schloss Hagen wurde 1647–1649 anstelle eines Gutshauses aus dem 15. Jahrhundert errichtet.
- Wassermühle von 1886

Durch den Ort führt ein 2,8 km langer historischer Pfad, der an 29 Stationen auf Schautafeln Informationen zu den jeweiligen historischen Orten liefert.

### Musik
Der Hagener Schlosschor wurde im Herbst 1974 von Arndt von Gavel gegründet. Im Jahr 2000 übernahm Roman Reichel die Leitung des Schlosschors. Seit seiner Gründung präsentiert der Chor Kantaten- und Oratorienkonzerte, aber auch weltliche Musik und Bearbeitungen aus der neueren Popkultur.

### Sport
- Der Sportverein Probsteierhagen wurde 1947 gegründet.
- Der Seglerverein Passee e. V. wurde 1974 gegründet.
- Der Kegelclub „Hagener Jungs“ besteht seit 1965.
- Der Tennis-Club Hagen e. V. wurde 1983 gegründet.
- Der Reitgemeinschaft Wulfsdorf e. V. wurde 1982 gegründet. 1999 wurde der Ferienhof Thode, Standort der Reitgemeinschaft, zum „Reitstall mit geprüfter Pferdehaltung“ und kurz darauf von der Deutschen Reiterlichen Vereinigung als FN Reitstall anerkannt.
- Der Reitfreunde Röbsdorf/Probsteierhagen e. V. entstand bereits in den 70er Jahren und wurde schließlich 1987 offiziell als Verein gegründet.

### Parks
- Der Park des Herrenhauses Probsteierhagen bietet mit einer Grünfläche von circa 4,5 ha viel Platz für Parkfeste, Konzerte und für die traditionellen Probsteier Korntage. Er entstand vermutlich zwischen 1820 und 1850 als sogenannter englischer Landschaftsgarten mit naturnaher Konzeption.
- Der Bürgerwald am Ortsausgang Probsteierhagens entstand 1998. Auf der 4200 m² großen Fläche dürfen Bürger zu besonderen Anlässen wie Hochzeiten, Geburtstagen oder Jubiläen einen eigenen Baum pflanzen.

### Naherholung
In unmittelbarer Nähe der Wohnbebauung von Probsteierhagen befinden sich die Waldgebiete Kunstbrook im Süden und Moorgehege, Seebrook und Schüttbrehm im Westen. Mit dem Bornbrook im Norden und dem Kasseeteich im Südwesten liegen zwei größere Seen im Gemeindegebiet. Im Südosten grenzt Probsteierhagen an den Passader See. Im Süden wird die Gemeindegrenze durch den Fluss Hagener Au gebildet. Er ist der Ausfluss des Passader Sees und fließt Richtung Norden durch die Ortsmitte von Probsteierhagen an Schloss Hagen vorbei. Der Uferbereich des Passader Sees und der Flusslauf der Hagener Au mit ihrem Ufersaum im Gemeindegebiet sind Teil des europäischen NATURA 2000-Schutzgebietes FFH-Gebiet Hagener Au und Passader See.

## Wirtschaft und Infrastruktur

### Wirtschaft
Die Gemeinde ist überwiegend landwirtschaftlich geprägt, es gibt jedoch auch kleine Gewerbebetriebe und Einzelhandelsgeschäfte. Zudem hat durch die relative Nähe zur Ostsee auch der Fremdenverkehr eine große Bedeutung in der Region; die Geschäftsstelle des Tourismusverbandes Probstei befindet sich im Ort.

### Verkehr
Am nördlichen Ortsrand verläuft die Bahnstrecke Kiel Süd–Schönberger Strand mit dem Bahnhof Probsteierhagen, dessen Reaktivierung im regelmäßigen Personennahverkehr geplant ist. Ein im Dezember 2024 vorgestellter Drei-Stufen-Plan zur schrittweisen Realisierung der Bahnstrecke sieht bis Ende 2026 als zweiten Ausbauabschnitt die Teilstrecke von Schönkirchen bis Probsteierhagen und nachfolgend bis Ende 2027 als letzten Abschnitt die Weiterführung bis zum Schönberger Strand vor.
Nördlich der Gemeinde verläuft die Bundesstraße 502.

### Bildung
In Probsteierhagen gibt es eine Grundschule, die Dörfergemeinschaftsschule Probsteierhagen.

## Persönlichkeiten
- Carl Nicolaus Kähler (1804–1871), in Freienfelde geborener Pädagoge, evangelisch-lutherischer Pastor, Theologe und Heimatforscher
- Charlotte Wilhelmine Niels (1866–1943), Malerin
- Die Politikerin und ehemalige Bundestagsabgeordnete Birgit Malecha-Nissen (* 1958) war von 1998 bis 2001 bürgerliches Mitglied im Bau- und Umweltausschuss von Probsteierhagen.